# Епархия Сан-Карлуса
 Епархия Сан-Карлуса  (лат. Dioecesis Sancti Caroli in Brasilia) — епархия Римско-Католической церкви с центром в городе Сан-Карлус, Бразилия. Епархия Сан-Карлуса входит в митрополию Кампинаса. Кафедральным собором епархии Сан-Карлуса является церковь святого Карла Борромео.

## История
7 июня 1908 года Римский папа Пий X выпустил буллу «Dioecesium nimiam amplitudinem», которой учредил епархию Сан-Карлуса-ду-Пиньяла, выделив её из епархии Сан-Паулу. Первоначально епархия Сан-Карлуса входила в митрополию Сан-Паулу.
25 января 1929 года епархия Сан-Карлуса-ду-Пиньяла передала часть своей территории в пользу возведения новых епархий Жаботикабала и Сан-Жозе-ду-Риу-Прету.
25 ноября 1957 года епархия Сан-Карлуса-ду-Пиньяла была переименована в епархию Сан-Карлуса.
19 апреля 1958 года епархия Сан-Карлуса вошла в митрополию Кампинаса.
9 февраля 2000 года епархия Сан-Карлуса передала часть своей территории новой епархии Катандувы.

## Ординарии епархии
- епископ José Marcondes Homem de Melo (9.08.1908 — 15.10.1937);
- епископ Gastão Liberal Pinto (15.10.1937 — 24.10.1945);
- епископ Ruy Serra (13.02.1948 — 19.09.1986);
- епископ Constantino Amstalden (19.09.1986 — 25.10.1995);
- епископ Joviano de Lima Júnior (25.10.1995 — 5.04.2006 — назначен архиепископом Рибейран-Прету);
- епископ Paulo Sergio Machado (22.11.2006 — 16.12.2015, в отставке);
- епископ Паулу Сезар Кошта (22.06.2016 — 21.10.2020 — назначен архиепископом Бразилиа);

## Источник
- Annuario Pontificio, Ватикан, 2005